# Kaukal
Kaukal je, kao i Mali zovoj, otočna vrsta europskih zovoja, a omiljene destinacije za izgradnju gnijezda su mu strme litice sredozemnih otoka. Neiskusnom promatraču će se njegov elegantni klizni let možda učiniti sporim, no tomu je tako samo na prvi pogled. Već u sljedećem momentu će njegovo obrušavanje u dubinu biti kobno za lovinu. 

## Vanjske poveznice
|  | Zajednički poslužitelj ima stranicu o temi Calonectris diomedea    |
|  | Zajednički poslužitelj ima još gradiva o temi Calonectris diomedea |
|  | Wikivrste imaju podatke o taksonu Calonectris diomedea             |